# James Harbord

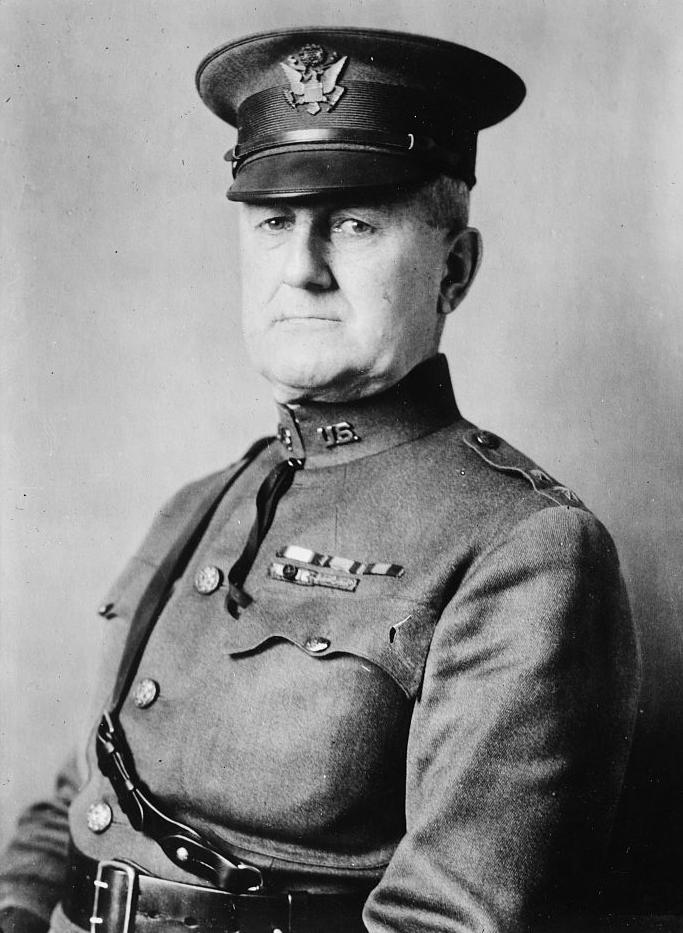
James Harbord als Major General

James Guthrie Harbord (* 21. März 1866 in Bloomington, Illinois; † 20. August 1947 in Rye, New York) war ein US-amerikanischer Offizier im Range eines Lieutenant General und von 1922 bis 1930 Vorstandsvorsitzender der Radio Corporation of America.

## Biografie

### Ausbildung und militärische Laufbahn
Harbord wuchs in Bushong und Manhattan, Kansas, auf und schloss 1886 eine Ausbildung am Kansas State Agricultural College ab. Er arbeitete anschließend für drei Jahre als Lehrer an dem College. 
1889 meldete er sich zur United States Army, um in die United States Military Academy in West Point einzutreten. Als ein anderer Bewerber ihm trotz seiner besseren Leistung vorgezogen wurde, trat er dennoch als Private in die 4th Infantry ein und erreichte 1891 den Offiziersrang. 1895 schloss er die School of Cavalry and Infantry in Fort Leavenworth ab. Während des Spanisch-Amerikanischen Krieges diente er auf Kuba, ohne selbst an Kämpfen beteiligt gewesen zu sein, und diente hier bis 1901 beim 10th Cavalry Regiment sowie unter Leonard Wood als Adjutant in Santiago und Puerto Principe. 1901 wurde er zum Captain (Hauptmann) befördert. 1902 bat er um seine Versetzung auf die Philippinen, wo er wiederum unter Wood diente und ab 1903 die Moro Constabulary aufstellte. Er diente die folgenden zehn Jahre auf den Inseln und war zeitweiliger Chef der Philippine Constabulary, ein Vorläufer der Philippine National Police (PNP).

Nach seiner Rückkehr in die USA diente er zunächst an der mexikanischen Grenze und besuchte dann von 1916 bis 1917 das United States Army War College.

#### Erster Weltkrieg
Im Mai 1917 zum Lieutenant Colonel befördert, begleitete Harbord im gleichen Monat John J. Pershing als Chef des Stabes der American Expeditionary Forces (AEF) nach Europa. Im Mai 1918 wurde ihm unter Beförderung zum Brigadier General der Befehl über die der 2nd Infantry Division angeschlossene Marine Brigade übertragen, die er bei Château-Thierry und im Wald von Belleau führte. Am 14. Juli 1918 übernahm er dann von Omar Bundy den Befehl über die 2nd Division und führte sie in der Zweiten Marneschlacht. Bereits am Ende des Monats erhielt er als Generalmajor den Befehl über die Services of Supply der AEF und war in dieser Rolle bis Mai 1919 tätig. Er wurde dann erneut Stabschef der AEF. 

#### Nachkriegszeit
Im August 1919  ernannte ihn Präsident Woodrow Wilson zum Leiter der amerikanischen Militärmission im Nahen Osten. Er berichtete unter anderem über die Lage in Palästina und Armenien, der von ihm verfasste Abschlussbericht wurde 1920 veröffentlicht.
In den USA befehligte Harbord bis Juli 1921 wieder die 2nd Division und war anschließend Deputy Chief of Staff of the Army unter General Pershing bis zu seinem Ausscheiden aus dem aktiven Dienst im Dezember 1922. In der Pensionsliste wurde ab 1942 als Generalleutnant geführt.

### Radio Corporation of America
Anfang 1923 trat Harbord sein neues Amt als Vorsitzender des Board of Directors der Radio Corporation of America (RCA) an. Seine Amtszeit dauerte offiziell bis 1930, obwohl er 1928 eine längere Auszeit nahm, um für den Präsidentschaftswahlkampf Herbert Hoovers zu arbeiten. Sein Nachfolger wurde David Sarnoff. Harbord blieb bis kurz vor seinem Tod im Alter von 81 Jahren Mitglied des Board of Directors der RCA. 
Harbord war mit Emma Ovenshine (1867–1937) verheiratet.

Sein Grab befindet sich auf dem Nationalfriedhof Arlington.

### Auszeichnungen
- Army Distinguished Service Medal
- Navy Distinguished Service Medal
- Knight Commander des Order of St. Michael and St. George, Großbritannien
- Kommandeur der Ehrenlegion, Frankreich
- Großoffizier des belgischen Kronenordens.

## Schriften
- Leaves From a War Diary (1931)
- The American Army in France 1917–1919 (1936)